# Rumer Willis
Rumer Glenn Willis (Paducah, Kentucky, 16 de agosto de 1988) es una actriz estadounidense. Es la hija mayor de los actores Bruce Willis y Demi Moore.

## Biografía
Nacida en Paducah, Kentucky, donde su padre estaba filmando In Country, se llama así por la escritora Rumer Godden. Su madre, la actriz Demi Moore, contrató a un cámara para filmar su nacimiento. Tiene dos hermanas menores, Scout LaRue Willis (1991), y Tallulah Belle Willis (1994), así como dos medio hermanas paternas más pequeñas del matrimonio de su padre con la modelo Emma Heming, Mabel Ray Willis (2012) y Evelyn Penn Willis (2014).
Criada en Hailey, Idaho, Willis se matriculó como estudiante de primer año en la Academia de Artes de Interlochen en Interlochen, Míchigan. En enero de 2004, se matriculó como estudiante de segundo año en la Escuela Secundaria Wildwood en Los Ángeles, California. Asistió a la Universidad del Sur de California durante un semestre antes de abandonar los estudios.

## Carrera
En 1995, Willis hizo su debut en el cine junto a su madre en Now and Then. Al año siguiente, apareció en Striptease. Ha trabajado con su padre tres veces, en The Whole Nine Yards en 2000, en Hostage en 2005 y en combate en el cielo en 2018
En 2008, Willis se aventuró en el papel de portavoz de la compañía de ropa Ocean Pacific. Ese mismo año, apareció en The House Bunny, y en la película de terror From Within. En 2009, coprotagonizó en Sorority Row. Se ha anunciado que se unirá al elenco de Wild Cherry, en que interpretará a una amiga de Kristin Cavallari.
Créditos en televisión incluyen: Miss Guided, Army Wives, CSI: Nueva York, Medium, 90210 y The Secret Life of the American Teenager.

## Vida personal
Desde principios de 2020 mantenía una relación con el cantante indie Derek Richard Thomas. En diciembre de 2022 anunciaron en sus redes sociales que estaban esperando su primer hijo. Su hija Louetta Isley Thomas Willis nació el 18 de abril de 2023; en 2024 anunciaron su separación.

## Filmografía

### Cine
| Año  | Título                        | Papel                            | Notas                      |
| ---- | ----------------------------- | -------------------------------- | -------------------------- |
| 1995 | Now and Then                  | Angela Albertson                 | Acreditada como Willa Glen |
| 1996 | Striptease                    | Angela Grant                     | Acreditada como Willa Glen |
| 2000 | The Whole Nine Yards          | Chica corriendo entre Jimmy y Oz |                            |
| 2005 | Hostage                       | Amanda Talley                    |                            |
| 2008 | From Within                   | Natalie                          |                            |
| 2008 | The House Bunny               | Joanne                           |                            |
| 2008 | Streak                        | Drea                             | Cortometraje               |
| 2008 | Whore                         | Chica fumando                    |                            |
| 2009 | Wild Cherry                   | Katelyn Chase                    |                            |
| 2009 | Sorority Row                  | Ellie Morris                     |                            |
| 2012 | Six Letter Word               | Zoe                              | Cortometraje               |
| 2012 | The Diary of Preston Plummer  | Kate Cather                      |                            |
| 2013 | The Ganzfeld Experiment       | Lucky                            |                            |
| 2013 | The Odd Way Home              | Maya                             |                            |
| 2014 | Devolver al remitente         | Darlene                          |                            |
| 2014 | There's Always Woodstock      | Emily                            |                            |
| 2015 | The Escort                    | Dana                             |                            |
| 2017 | Hello Again                   | Emily                            |                            |
| 2018 | Future World                  | Rosie                            |                            |
| 2018 | Air Strike                    | Enfermera Julia                  |                            |
| 2019 | Once Upon a Time in Hollywood | Joanna Pettet                    |                            |

### Televisión
| Año           | Título                                   | Papel                    | Notas                                                 |
| ------------- | ---------------------------------------- | ------------------------ | ----------------------------------------------------- |
| 2008          | Miss Guided                              | Shawna                   | Episodio: "Frenemies"                                 |
| 2008          | Army Wives                               | Renee Talbott            | Episodio: "Transitions"                               |
| 2008          | CSI: NY                                  | Mackendra Taylor         | Episodio: "My Name Is Mac Taylor"                     |
| 2009          | Medium                                   | Bethany Simmons          | Episodio: "The First Bite Is the Deepest"             |
| 2009          | The Secret Life of the American Teenager | Heather                  | Episodio: "Knocked Up, Who's There?"                  |
| 2009–2010     | 90210                                    | Gia Mannetti             | 10 episodios                                          |
| 2012          | Workaholics                              | Lisa                     | Episodio: "True Dromance"                             |
| 2012–2013     | Hawaii Five-0                            | Sabrina Lane             | 2 episodios                                           |
| 2013          | Pretty Little Liars                      | Zoe                      | Episodio: "The Guilty Girl's Handbook"                |
| 2015          | Dancing with the Stars                   | Ella misma / concursante | Temporada 20                                          |
| 2016          | Robot Chicken                            | Lila/Kathy               | Episodio: "Yogurt in a Bag"ko" (voz)                  |
| 2017          | Lip Synch Battle                         | Ella misma/concursante   | Episodio: "Rumer Willis vs. Bryshere Gray"            |
| 2017–presente | Empire                                   | Tory Ash                 | Papel recurrente (temp. 3); Papel principal (temp. 4) |
| 2019          | The Masked Singer                        | León                     | 7 episodios                                           |